# Alp Korkmaz
Alp Korkmaz (* 2. März 1981 in Ankara) ist ein türkischer Schauspieler.

## Leben und Karriere
Korkmaz wurde am 2. März 1981 in Ankara geboren. Er studierte an der University of South Florida. Sein Debüt gab er 1998 in der Fernsehserie Eyvah Babam. Anschließend trat er 2006 in Fırtına auf. Von 2006 bis 2021 spielte er in der Serie Arka Sokaklar mit. Zudem war Korkmaz 2009 in dem Film Melekler ve Kumarbazlar zu sehen. Außerdem wurde er 2012 für den Film Laz Vampir Tirakula gecastet. 2014 bekam Korkmaz in Peri Masalı die Hauptrolle. Unter anderem setzte er 2018 seine Karriere in İkizler Memo-Can fort.

## Filmografie
Filme
- 2009: Melekler ve Kumarbazlar
- 2012: Laz Vampir Tirakula
- 2014: Peri Masalı

Serien
- 1998: Eyvah Babam
- 2006: Fırtına
- 2006–2021: Arka Sokaklar
- 2013: Makina Kafa
- 2018: İkizler Memo-Can